# Octavi Cunill i Isern
Octavi Cunill i Isern (1902 - ?)
- Visión, vals lent (1927), va ser un músic i compositor català.

## Obra musical
- 1927. Vaya coba, xotis castís.
- 1927. Monday, black bottom.
- 1929. Golden Rain, fox-trot.
- 1940. Enbrujo gitano, pasdoble.
- 1943. Loli, fox-trot. Lletra d'Alberto Rochi.
- 1943. Barcarola, fox de mig temps. Lletra d'Antoni Anglàs.
- 1944. Las Ramblas de Barcelona. Lletra de Joan Serracant.
- 1945. Corazón de España. Lletra de Crescensio Ramos Prada.
- 1947. La Lunares, pasdoble. Lletra de Crescensio Ramos Prada.

## Obres més difoses
- Visión, vals lent (1927),
- ¡Hopla boum!, foxtrot (1943);
- ¡Caramba! : foxtrot (1943);
- Tu dulce mirar, fox cançó de la pel·lícula La noche del martes (1944)
- José Segarra (1944);
- Corazón de España, pasodoble (1945/46);
- Esbozo español: pasdoble (1948);
- Dime adiós, fox mig temps (1961/62);
- Tinta encarnada , calipso (1962);
- Bailemos bossa (1963);
- Reno : bounce (1965).